# スターバック島
スターバック島（―とう、Starbuck Island）は、中部太平洋のライン諸島に位置するキリバス共和国が領有する無人の環礁である。別名はボランティア島。他にも、バレン島、コーラルクィーン島、ヒーロー島などと呼ばれていたこともある。
島の大きさは、東西約8.9km、南北約3.5km。1823年にイギリスの捕鯨船船長オベッド・スターバックによって発見された。その後、1856年のグアノ島法に基づいてアメリカが領有を宣言したが、1866年以降はイギリス人の支配下に置かれた。1870年から1893年にかけてリン酸塩鉱物の採掘が行われた。島の標高が最も高い場所でも約5mという低海抜のため、危険な暗礁が島の周囲に存在し、多くの船が19世紀後半に難破している。
スターバック島は、国際連合によって保護地域に指定されるとともに、セグロアジサシの繁殖地にもなっている。